# Emanuelle oko svijeta
Emanuelle oko svijeta (tal. Emanuelle – Perché violenza alle donne?; eng. Emanuelle Around the World ili  Confessions of Emanuelle), talijanski erotski film iz 1977. godine u režiji Joea D'Amata, s Laurom Gemser u glavnoj ulozi.

## Radnja filma
Nakon što je u New Yorku srela UN-ovog diplomatu Dr. Robertson (Ivan Rassimov), novinarka Emanuelle putuje u Indiju kako bi upoznala čovjeka pod imenom Guru Shanti (George Eastman) koji tvrdi da je uspio ostvariti ultimativni orgazam.

## Glavne uloge
- Laura Gemser - Emanuelle
- Ivan Rassimov - Dr. Robertson
- Karin Schubert - Cora Norman
- Don Powell - Jeff Davis
- George Eastman - Guru Shanti
- Brigitte Petronio - Mary
- Marino Masè - Kassem
- Gianni Macchia - Emiro

## Vanjske poveznice
- Emanuelle oko svijeta - imdb.com (engl.)